# Art olfactif

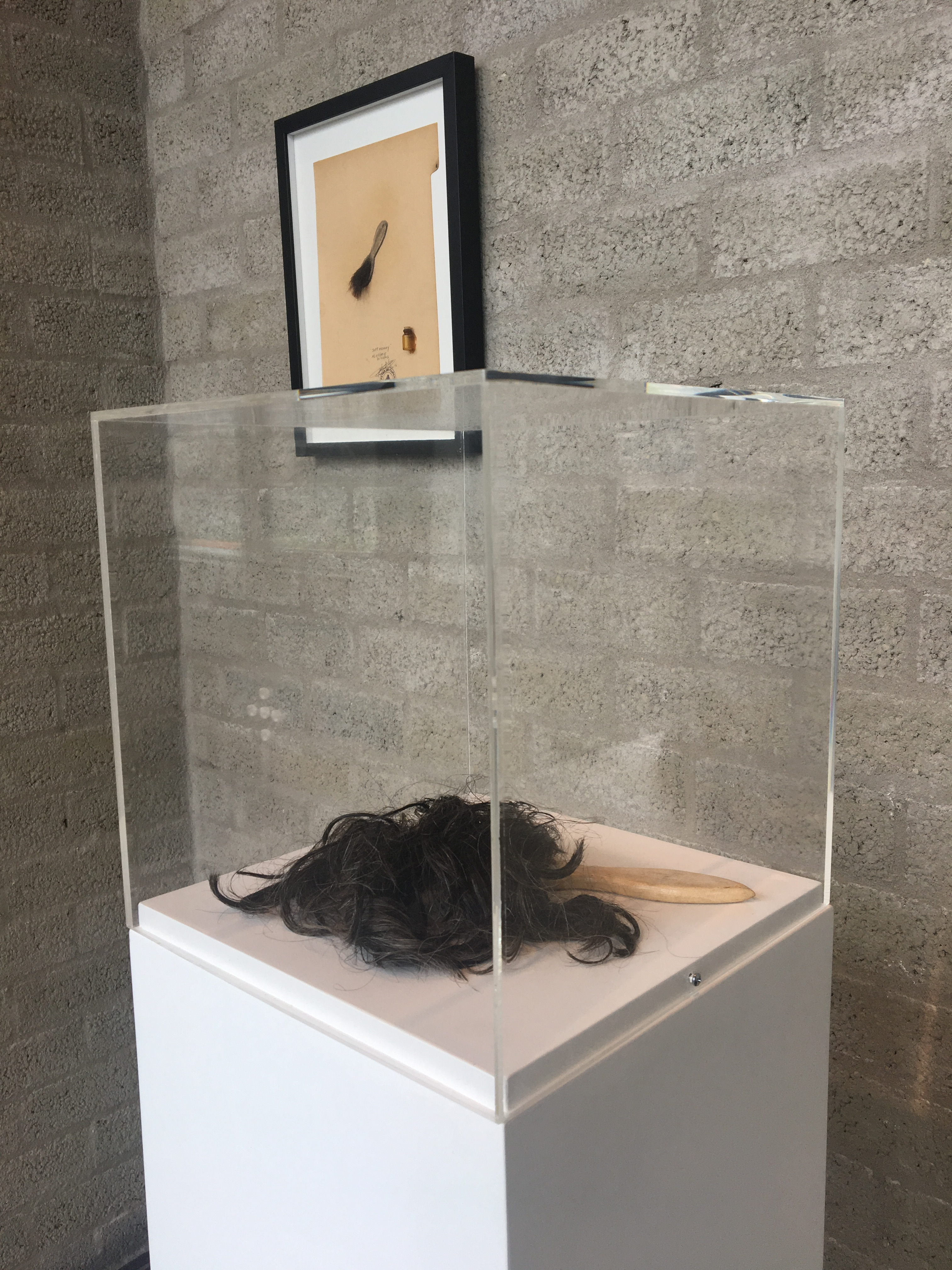
Soft memory - Brosse à cheveux avec de vrais cheveux ayant appartenu à des survivants de la Seconde Guerre mondiale et au parfum de poudre à canon, œuvre olfactive de Peter De Cupere.

L'art olfactif est une forme d'art qui utilise les odeurs comme médium. L'art olfactif comprend le parfum ainsi que d'autres applications du parfum, mais également les effluves diffusées naturellement par les matières qui composent l'œuvre. 
Cette forme d'art est un genre reconnu depuis au moins 1980. Marcel Duchamp a été l'un des premiers artistes à avoir été pionnier dans l'utilisation des parfums dans l'art.
D'après la théoricienne Sandra Barré, l'art olfactif concerne les œuvres qui permettent ou promettent l'expérience olfactive. Il peut être effectif par la présence d'effluves issus des matières utilisées par les artistes, ou par la présence de parfums.  

## Exemples d'art olfactif
En 1938, le poète Benjamin Péret torréfie du café derrière des paravents à l'Exposition internationale du surréalisme orchestrée par Marcel Duchamp. C'est l'un des premiers véritables exemples d'art olfactif.
Une série de jeux d'échecs dont les pièces ne pouvaient être distinguées que par leur odeur est réalisée par Takako Saito en 1965. Ses œuvres Spice Chess et Smell Chess reposent sur l'utilisation d'épices ou de liquides parfumés contenus dans les pièces du jeu. Ainsi, dans Spice Chess, le roi noir est parfumé à l'asafetida, la reine noire au poivre de Cayenne et les fous noirs au cumin. Les pièces blanches comprennent notamment des pions cannelle, des tours muscade, des chevaliers gingembre et une reine blanche anis.
Autoportrait au parfum, Croquis no. 1 est une exposition de Clara Ursitti (en) réalisée en 1994 au Centre for Contemporary Arts de Glasgow, en Écosse. Il s’agissait d’une petite pièce spécialement construite, équipée de détecteurs de mouvement et de distributeurs de parfum. L'historienne de l'art Caro Verbeek de la Vrije Universiteit et du Rijksmuseum d'Amsterdam cite cette œuvre comme une percée tant sur le plan artistique que technologique.
Green Aria: A Scent Opera est une exposition de Christophe Laudamiel (en) au Guggenheim qui incorporait plus de deux douzaines de parfums pompés via des « microphones parfumés » spéciaux sur 148 sièges, accompagnés de musique. Certains parfums étaient destinés à évoquer des parfums naturels, tandis que d'autres étaient décrits comme « industriels » ou « Absolute Zero ».
Sillage est une œuvre d'art publique olfactive en cours de Brian Goeltzenleuchter dans laquelle l'artiste demande aux habitants d'une ville de nommer des odeurs associées à différentes régions de la ville. Il traduit ensuite les réponses en parfums en bouteille représentant chaque région. Le projet se termine par un événement dans un musée d'art au cours duquel les visiteurs sont aspergés de l'odeur de leur quartier et sont encouragés à interagir avec d'autres personnes qui sentent différemment. Le portrait olfactif qui en résulte vise à stimuler la conversation et à fournir une représentation de la démographie du musée. En 2014, le Santa Monica Museum of Art (en) (aujourd'hui Institute for Contemporary Art de Los Angeles) a accueilli le projet. En 2016, le projet a été réalisé au Walters Art Museum de Baltimore.
LacrimAu est une exposition de l'artiste tchèque Federico Díaz (cs) lors d'une exposition à Shanghai. Un individu pourrait entrer dans un cube de verre contenant une larme dorée de 30 pouces de hauteur. Après avoir mis un bandeau, les ondes cérébrales de la personne seraient lues par des capteurs, ce qui les traduirait en un parfum spécialement adapté. Il a été décrit comme un « succès surprise ».

## Artistes
- Peter de Cupere (en)
- Wolfgang Georgsdorf
- Brian Goeltzenleuchter
- Guy Bleus
- Christophe Laudamiel (en)
- Annick Ménardo  (en)
- Gayil Nalls  (en)
- Sissel Tolaas
- Clara Ursitti (en)
- Maki Ueda
- M Dougherty
- Yidan Kim

## Lectures complémentaires
- L'art olfactif contemporain, [actes du colloque "La création olfactive", 23 et 24 mai 2014], sous la direction de Chantal Jaquet, Paris : Éditions Classiques Garnier, 2015  (ISBN 978-2-8124-3551-5).
- Septimus Piesse, The Art of Perfumery, 1857
- Jim Drobnick, The Smell Culture Reader, Berg Publishers, 2006  (ISBN 1845202139)
- Ashraf Osman & Claus Noppeney, Review of Belle Haleine – The Scent of Art, Basenotes, 20 February 2015.
- Richard Stamelman, Perfume: Joy, Scandal, Sin - A Cultural History of Fragrance from 1750 to the Present, Rizzoli, 2006  (ISBN 0847828328)
- Caro Verbeek, Something in the Air - Scent in Art, Museum Villa Rot, 2015
- Catherine Haley Epstein, "Primal Art: Notes on the Medium of Scent", 2016, Temporary Art Review
- Victoria Henshaw (Ed.), Kate McLean (Ed.), Dominic Medway (Ed.), Chris Perkins (Ed.), Gary Warnaby (Ed.), Designing with Smell. Practices, Techniques and Challenges, New York : Routledge, 2018, Designing with Smell. Practices, Techniques and Challenges
- Sandra Barré, L'odeur de l'art : Un panorama de l'art olfactif, Bruxelles, La Lettre Volée, 2021, 304 p. (ISBN 978-2-87317-580-1, présentation en ligne)